# Martinus Beijerinck
Martinus Willem Beijerinck (16 de março de 1851 – 1 de janeiro de 1931) foi um microbiólogo e botânico holandês.

## Carreira
Estudou na Universidade de Leiden e tornou-se professor de microbiologia na Universidade de Wageningen e Universidade Técnica de Delft.
Descobriu os vírus em 1898 ao provar que a doença do mosaico do tabaco era causada por algo menor que uma bactéria, sendo considerado o pai da virologia.
Descobriu a fixação de nitrogênio através do estudo das raízes de certas plantas, e o fenómeno da redução do sulfato, uma forma de respiração anaeróbia.
Beijerinck tinha uma personalidade complicada. Nunca se casou, preservando a sua visão ascética de que o estudo da ciência e o casamento eram incompatíveis até ao fim da sua vida. Tratava mal os seus alunos e nunca teve muitos colaboradores.